# Антоний (Телембич)
Епи́скоп Анто́ний (рум. Episcop Antonie, в миру Анато́лий Мефо́дьевич Телемби́ч, рум. Anatolie Telembici; 29 мая 1963, село Гырбовец, Новоаненский район, Молдавская ССР) — епископ Румынской православной церкви, епископ Бельцкий (Бессарабская митрополия).

## Биография
Родился 29 мая 1963 года в селе Гырбовец Новоаненского района Молдавской ССР (ныне Республика Молдова) в семье Мефодия и Феодоры Телембич.
С 1970 по 1980 год учился в средней школе в родном селе. В 1980—1981 годы трудился в сельском хозяйстве там же. В 1981 году поступил в Кишинёвский государственный медицинский институт на факультете гигиены и эпидемиологии, который успешно закончил в 1987 году. В 1987—1990 годах работал на санэпидемстанции города Новые Анены. По собственному признанию: «Я занимался 6 лет медициной, и только после того, как узнал обо всем, что касается человеческого тела, я понял, что есть что-то еще, что человек не только плоть, и едва задавал мне эти вопросы, я понял, что мне нужно больше узнать что-то, что касается души».
В 1990 году переехал в Румынию, где поступил студентом на факультет православного богословия им. Димитрия Стэнилоае Ясского университета, который окончил в 1994 году с лицентиатом по пастырскому богословию.
В 1995 году был одним из представителей Бессарабской митрополии Румынского Патриархата, действовавшей на территории Республики Молдваия на судебном процессе о правовом признании данной организации в Молдове.
В 1995—1999 годах — главный редактор журнала «Альфа и Омега» («Alfa şi Omega»), издаваемого в Кишинёве под эгидой Бессарабской митрополии. В те же годы являлся советником Бессарабской митрополии по вопросам богословского образования, состоя в комиссии по отбору кандидатов для получения образования в духовных школах Румынского Патриархата (семинария и богословский факультет).
С 1997 по 2001 год выступал истцом, вместе с другими представителями Бессарабской митрополии, на процессе «Бессарабская митрополия и другие против Молдовы» в Европейском суде по правам человека в Страсбурге.
В 1998 году прошёл курсы по богословию и экуменизму в Экуменическом институте Боссэ в Швейцарии.
С 1999 года начал преподавать курс «История древней христианской литературы» на факультете истории и этнопедагогии Кишиневского педагогического университета им. Иона Крянгэ. С 2003 года также вёл курс «Нравственно-духовное образование» на педагогическом факультете того же университета. Продолжал преподавать там вплоть до 2006 года.
С 2003 по 2014 год являлся главным редактором журнала Бессарабской митрополии «Миссионер» («Misionarul»).
6 января 2011 года митрополит Бессарабский Петр (Пэдурару) постриг его в монашество с именем Антоний и на следующий день рукоположил в сан иеродиакона. 4 марта 2012 года в соборе святой Феодоры из Сихлы и святого Феодора Тирона в селе Ульму Яловенского района митрополит Петр рукоположил его в сан иеромонаха, а 13 апреля 2012 года возвёл в звание духовника, 5 марта 2014 года возвёл в сан протосинкелла, 21 апреля того же года наградил набедренником, 21 мая того же года возвёл в сан архимандрита.
22 мая 2014 года был решением Священного Синода Румынской Православной Церкви, по предложению митрополита Петра (Пэдурару) избран «на вакантную должность викарного епископа Кишинёвской архиепископии» с титулом епископа Орхейского.
24 мая 2014 года в Константино-Еленинском патриаршем соборе в Бухаресте состоялась его епископская хиротония, которую совершили: Патриарх Румынский Даниил, митрополит Петр (Пэдурару), епископ Дакийско-Феликсовский Даниил (Стоенеску), епископ Дьюлский Силуан (Мэнуилэ), епископ Австралийский и Новозеландский Михаил (Филимон), епископ Плоештский Варлаам (Мертикарю) и епископ Праховский Варсонофий (Годжеску).
24 мая 2018 года был назначен правящим епископом Бельцким в составе Бессарабской митрополии.